# Sigrun Wodars
Sigrun Wodars (geboren als Sigrun Ludwigs; Neu Kaliß, 7 november 1965), is een voormalige Duitse middellangeafstandsloopster, die was gespecialiseerd in de 800 meter. In deze discipline werd ze olympisch kampioene, wereldkampioene en tweemaal Europees kampioene (in- en outdoor). Ze nam tweemaal deel aan de Olympische Spelen. Aan het begin van haar sportcarrière kwam ze bij internationale wedstrijden uit voor Oost-Duitsland en later voor Duitsland.

## Biografie
In 1987 won ze op het WK een gouden medaille op de 800 m. Met vier honderdste seconde voorsprong versloeg ze haar landgenote, trainingsgenote en rivale Christine Wachtel met een tijd van 1.55,26. Haar grootste prestatie leverde ze een jaar later op de Olympische Spelen van 1988 in Seoel. Met een tijd van 1.56,10 op de 800 m was ze opnieuw Christine Wachtel de baas, die met 1.56,64 met het zilver genoegen moest nemen. Het brons ging naar de Amerikaanse Kim Gallagher, die in 1.56,91 over de finish kwam.
In 1989 won ze voor Oost-Duitsland twee medailles bij de Europacup wedstrijden in Gateshead. Individueel won ze een zilveren medaille op de 800 m. Met haar teamgenotes veroverde ze een gouden medaille op de 4 x 400 m estafette in 3.24,08.
Na haar tweede huwelijk nam ze onder de naam Sigrun Grau deel aan de wereldkampioenschappen atletiek 1991 (Tokio) en de Olympische Spelen van 1992 (Barcelona), waarbij ze beide keren sneuvelde in de voorrondes.
In haar actieve tijd was ze aangesloten bij SC Neubrandenburg. Na haar sportcarrière werd ze docente fysiotherapie op een vakschool in Neubrandenburg.

## Titels
- Olympisch kampioene 800 m - 1988
- Wereldkampioene 800 m - 1987
- Europees kampioene 800 m (outdoor) - 1990
- Europees kampioene 800 m (indoor) - 1986
- Oost-Duits kampioene 800 m - 1986, 1989, 1990
- Duits indoorkampioene 800 m - 1991

## Persoonlijke records
Outdoor
| Onderdeel | Prestatie | Datum            | Plaats  |
| --------- | --------- | ---------------- | ------- |
| 800 m     | 1.55,26   | 21 augustus 1987 | Rome    |
| 1000 m    | 2.31,77   | 17 augustus 1990 | Berlijn |

Indoor
| Onderdeel | Prestatie | Datum            | Plaats  |
| --------- | --------- | ---------------- | ------- |
| 800 m     | 1.57,67   | 13 februari 1988 | Wenen   |
| 1000 m    | 2.35,35   | 29 januari 1992  | Berlijn |

## Prestaties

### 800 m
- 1986:  EK indoor - 1.59,86
- 1986:  EK - 1.57,42
- 1987:  EK indoor - 2.00,59
- 1987:  WK - 1.55,26
- 1988:  OS - 1.56,10
- 1989:  Europacup - 1.58,55
- 1989:  Wereldbeker - 1.55,70
- 1990:  EK - 1.55,87

### 4 x 400 m estafette
- 1989:  Europacup - 3.24,08